# Lielauce
Lielauce (deutsch: Groß-Autz) ist ein Ort im Bezirk Dobele in Lettland und Hauptort der gleichnamigen Gemeinde (Lielauces pagasts). Es liegt in der historischen Region Semgallen am Südufer des Lielaucesees 110 km von Riga entfernt an der Fernstraße P104. In Lielauce befindet sich die Gemeindeverwaltung, es gibt ein Volkshaus und eine Bibliothek.

## Geschichte
Die Siedlung hat sich um das Gut Groß-Autz entwickelt. Von 1864 bis 1915 gehörte es zum damaligen Gouvernement Kurland, zu dem auch Semgallen gehörte. In sowjetischer Zeit war der Ort das Zentrum des Selsowjet Lielauce im Rajon Auce.

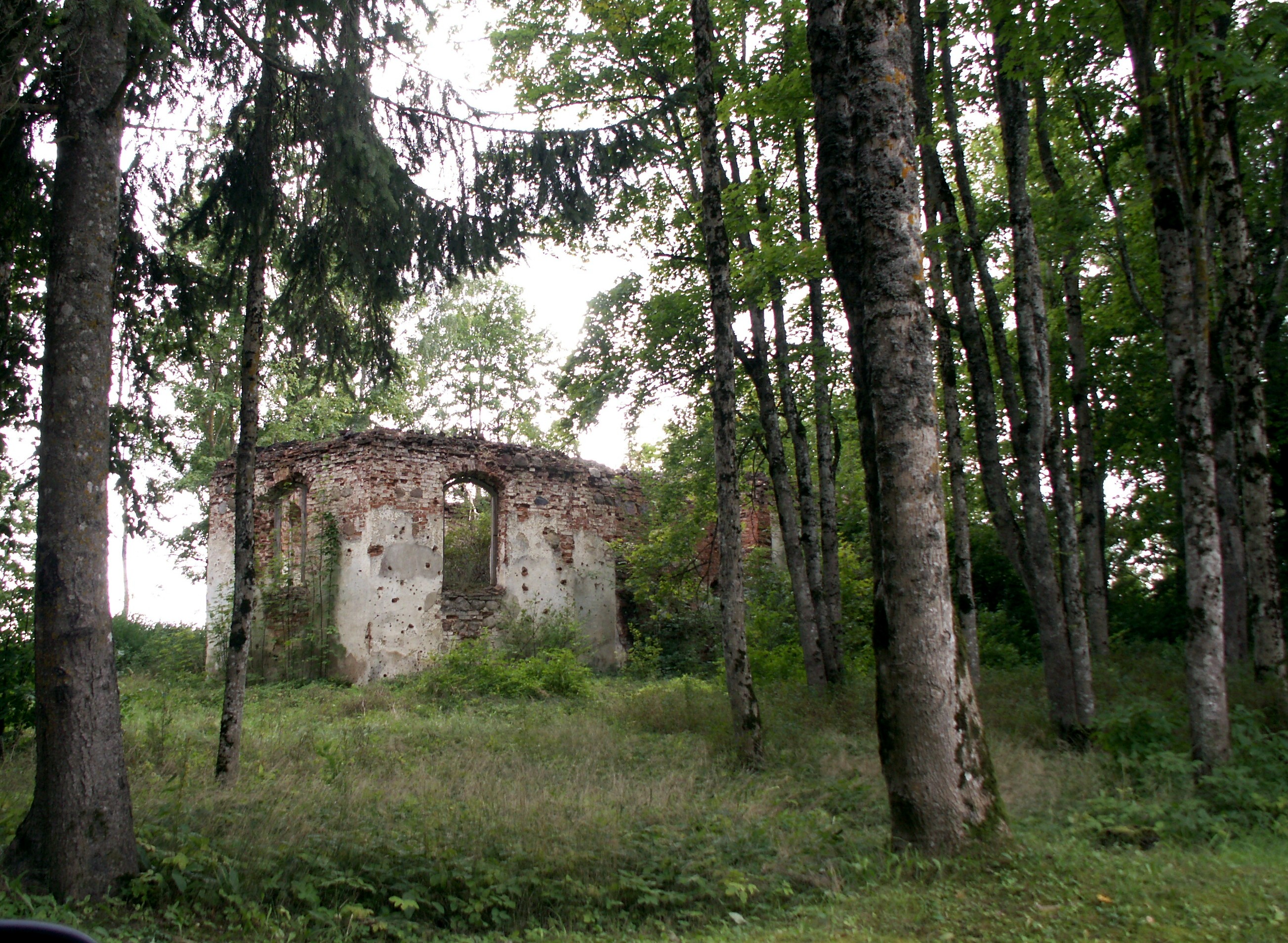
Ruine der Lutherischen Kirche

## Sehenswürdigkeiten
- Schloss Groß-Autz, Anfang des 19. Jahrhunderts im Empire-Stil erbaut. Zu Weihnachten 1900 brannte es aus, doch bereits 1901 begann die Renovierung nach Entwurf des deutschen Architekten Ivers. Während des Wiederaufbaus erhielt das Gebäude ein französisches Dach und einen asymmetrischen Querblock.[1]
- Lutherische Kirche, von 1744 bis 1748 erbaut, nach Zerstörung im Zweiten Weltkrieg Ruine.[2]

## Lielauces pagasts
Die Gemeinde Lielauce hat 381 Einwohner (2020) und umfasst neben dem gleichnamigen Hauptort die Siedlungen Ķieģeļceplis sowie Ražotāji.

## Personen
- Johann Georg Wilhelm von Raison (13. Januar 1775 Mitau – 1. Juni 1836 Groß-Autz), Pastor zu Groß-Autz
- Ernst August von Raison (1807–1882), deutschbaltischer Theologe und Heimatforscher
- Herbert von Hoerner (1884–1946), deutschbaltischer Schriftsteller und Maler, geboren im Kirchspiel Groß-Autz
- Conrad von Kleist (1839–1900), Rittergutsbesitzer und Mitglied des Deutschen Reichstags, lebte mehrere Jahre in Groß-Autz
- Kurt Tucholsky (1890–1935) und seine spätere zweite Frau Mary Gerold-Tucholsky (1898–1987) lernten sich 1917 während des Ersten Weltkriegs in Groß-Autz kennen, wo  beide beim deutschen Militär waren, Mary Gerold als Hilfsfreiwillige